# Île aux Moutons
L'île aux Moutons autrement nommée Moalez ou Moal Enez, ce qui signifie « l'île Chauve » en breton est une île de l'archipel des Glénan au sud de Fouesnant dans le Finistère, qui se situe entre le continent et celui-ci.

## Géographie

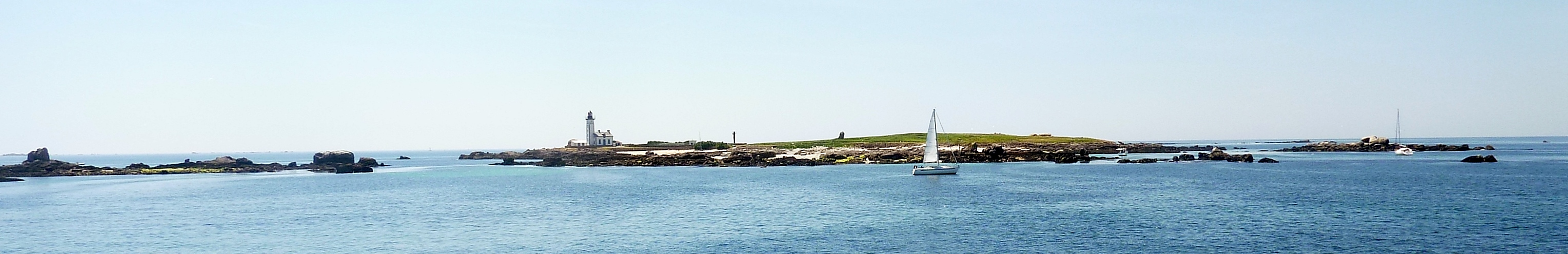
L'île aux Moutons : vue panoramique d'ensemble.

L'île aux Moutons est en fait un petit archipel avec l'île aux Moutons en elle-même et la roche de Trévarec. Ce petit archipel, même s'il est inclus dans les Glénan, en est assez éloigné, puisqu'il est situé à mi-chemin de l'archipel des Glénan et de Beg Meil, le village côtier le plus proche.

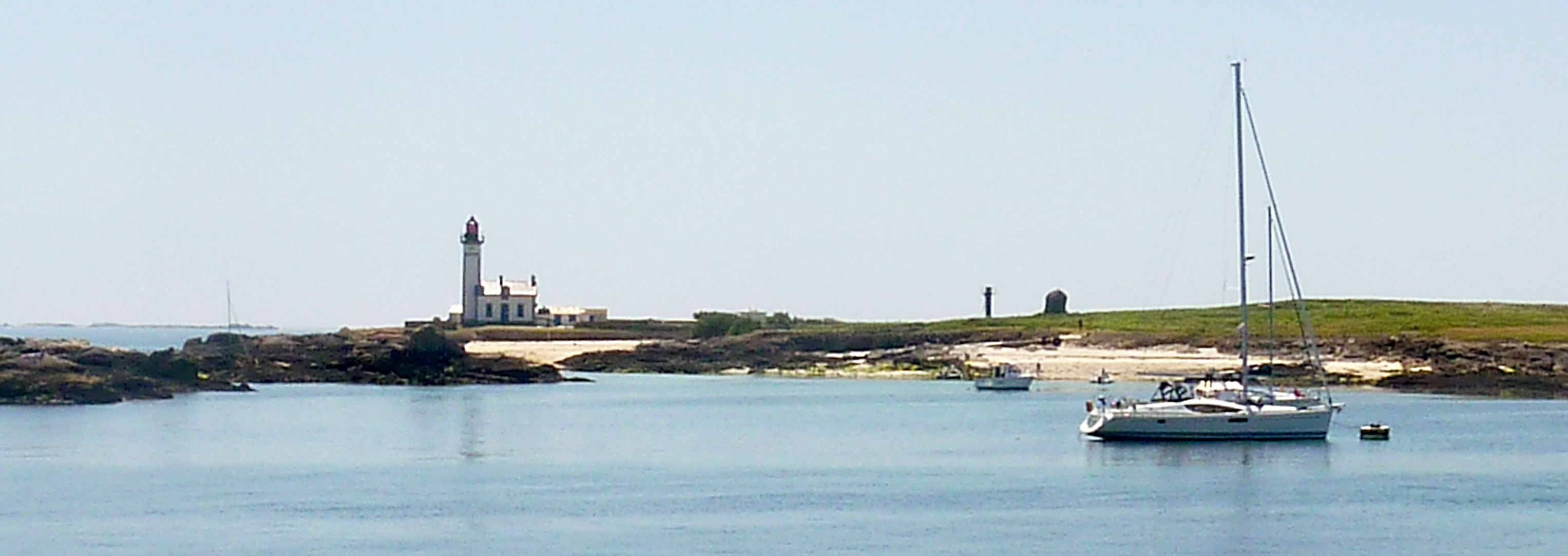
L'île aux Moutons et son phare.
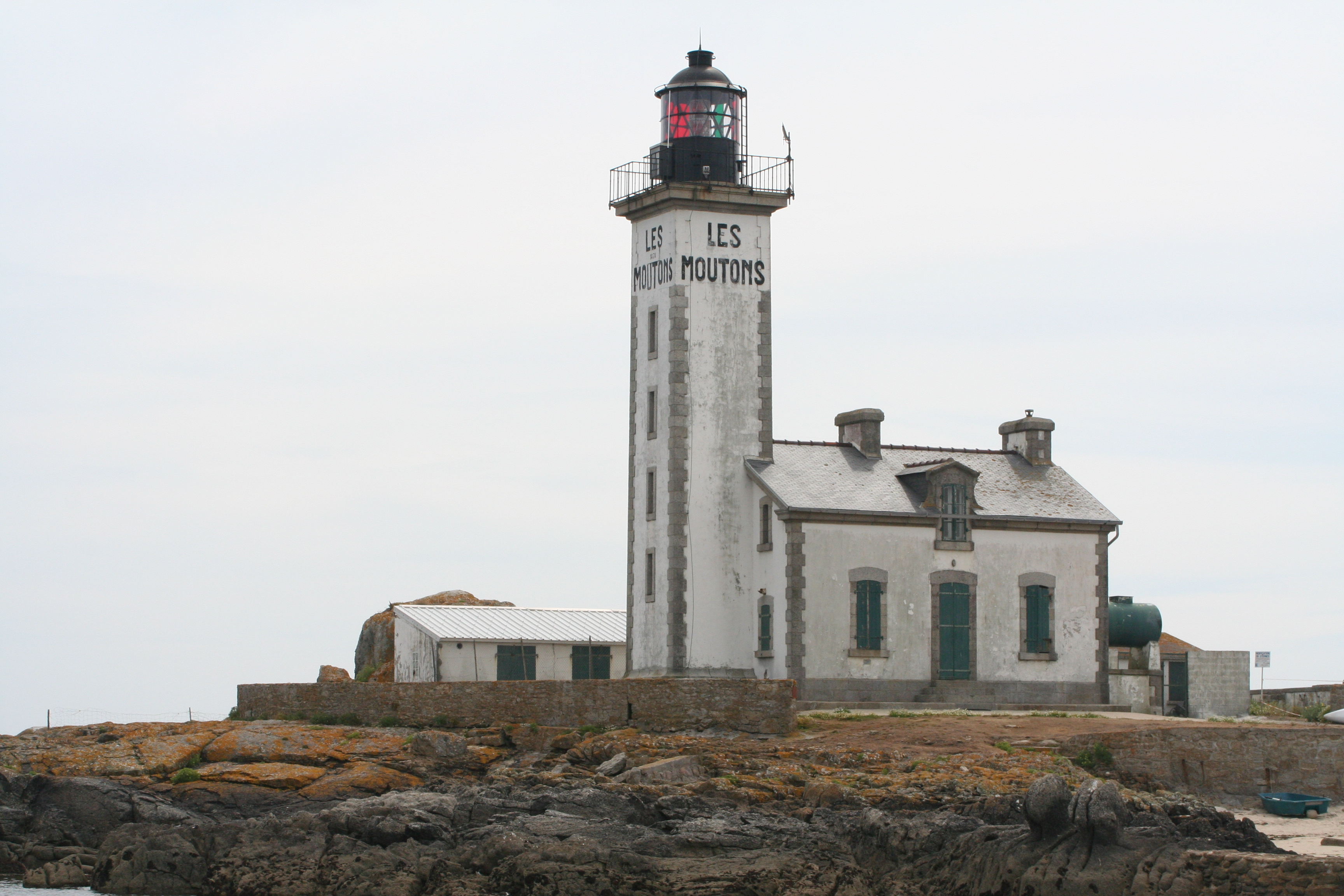
Le phare de l'île aux Moutons (archipel des Glénan).
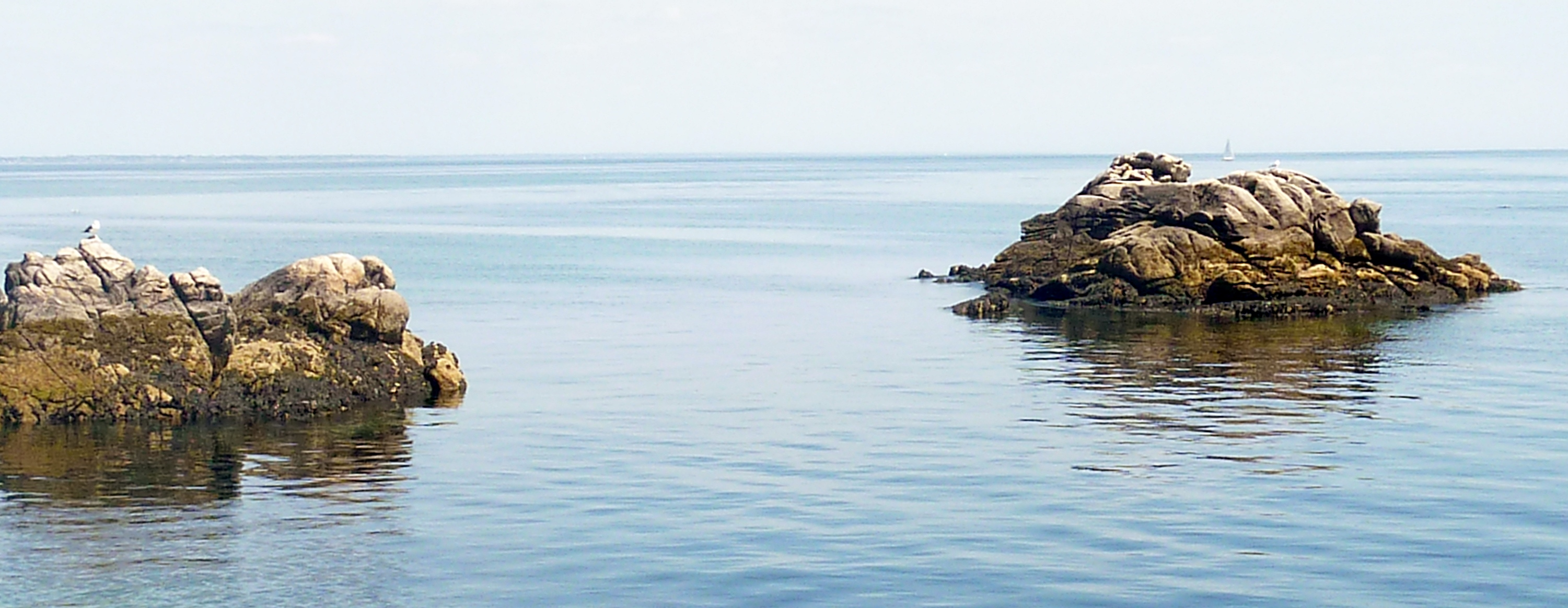
Les roches de Trévarec.

## Histoire

### Préhistoire et Antiquité
Des fouilles archéologiques y ont été effectuées, principalement par Marthe et Saint-Just Péquart, montrant une présence de l'Homme au néolithique et à l'époque gauloise.

### LeXIXesiècle
À la fin des années 1840, les négociants de Quimper et les pilotes demandent l'installation d'un feu aux Moutons. Après l'expropriation du propriétaire des lieux, les travaux du phare débutent en 1877. Celui-ci est allumé le 1er janvier 1879.
Dans la nuit du 24 au 25 septembre 1896, le gardien du phare, Colin, secourut deux barques de Mousterlin et Bénodet, prises dans la tempête, sauvant les sept naufragés et les deux bateaux.

### LeXXesiècle
Le phare de l'île aux Moutons fut gardé à partir de 1905, et pendant 27 ans, par Marie et Louis Quéméré qui s'y installèrent avec leurs 4 enfants et en eurent sept de plus pendant de leur séjour sur l'île (seul un est né sur l'île). À la suite de pénuries lors de la Première Guerre mondiale, ils ont fait l'acquisition de trois vaches, des moutons, des canards, des oies et des poules en liberté, ainsi qu'un jardin potager aménagé avec la protection d'un muret contre le vent.
En 1927, Marthe et Saint-Just Péquart, dans des conditions climatiques épouvantables, mirent au jour des vestiges datant du Néolithique moyen (dont une hache en cuivre datée des environs de 2 300 avant J.-C.), mais très perturbés par des intrusions datant de l'époque gauloise et du Moyen Âge.
Saint-Just et Marthe Péquart décrivent ainsi la vie des goémoniers en 1927 dans l'Île aux Moutons :

« Trois goémoniers exerçaient ici leur dur métier. Pour qui ne connaît pas le travail des hommes, nul ne peut imaginer leur vie pénible et le labeur épuisant qu'ils fournissaient pour un gain bien minime. (...) Ils dorment dans une hutte dont les parois et le toit sont constitués d'un mélange de terre et de varech. Leur habitation a la forme d'un bol renversé avec un trou au sommet pour laisser s'échapper la fumée du foyer qui se trouve juste au-dessous. Il faut s'accroupir pour entrer par une étroite ouverture. »

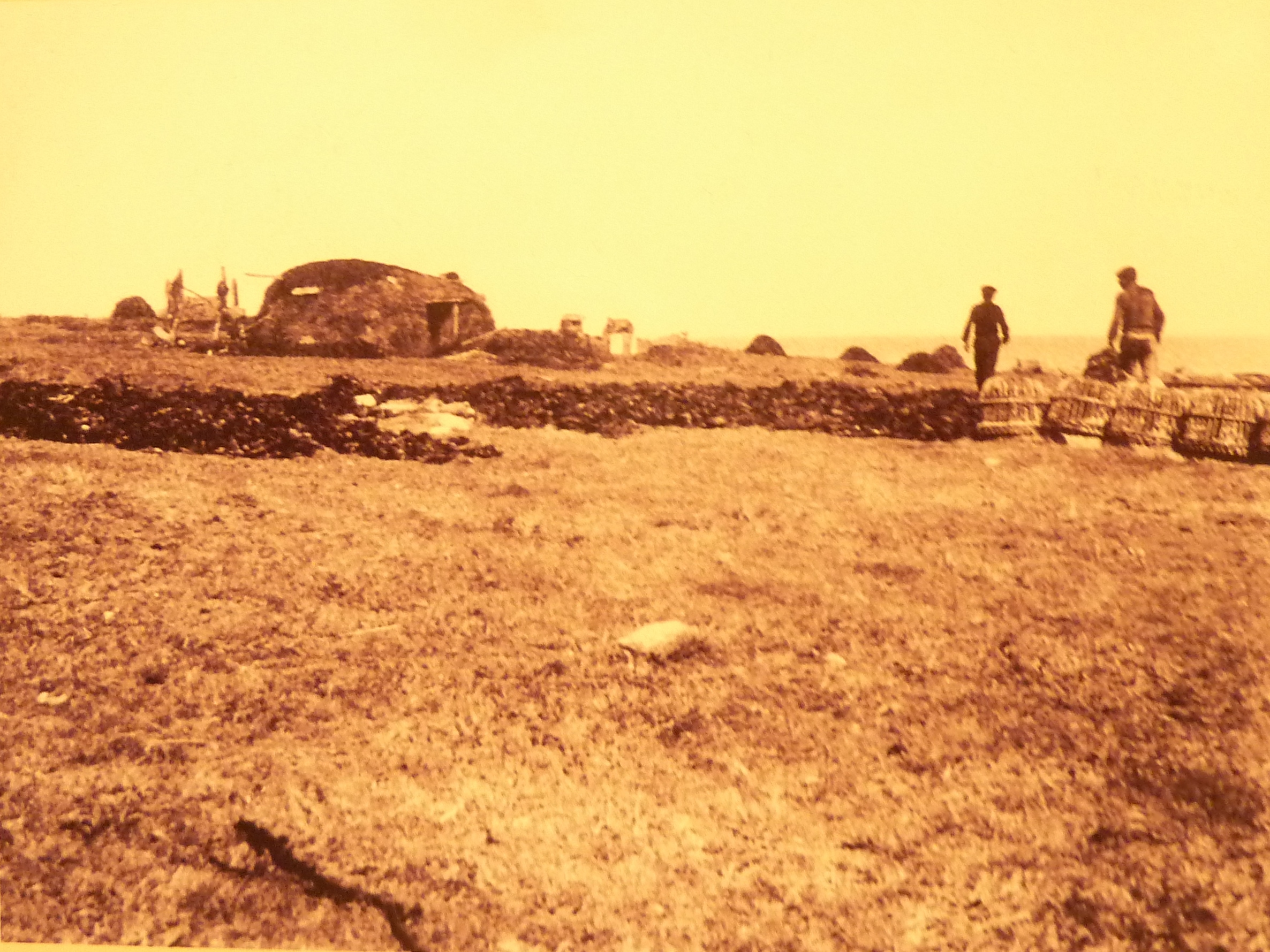
Goémoniers sur l'île aux Moutons en 1927 (photographie de Saint-Just Péquart).
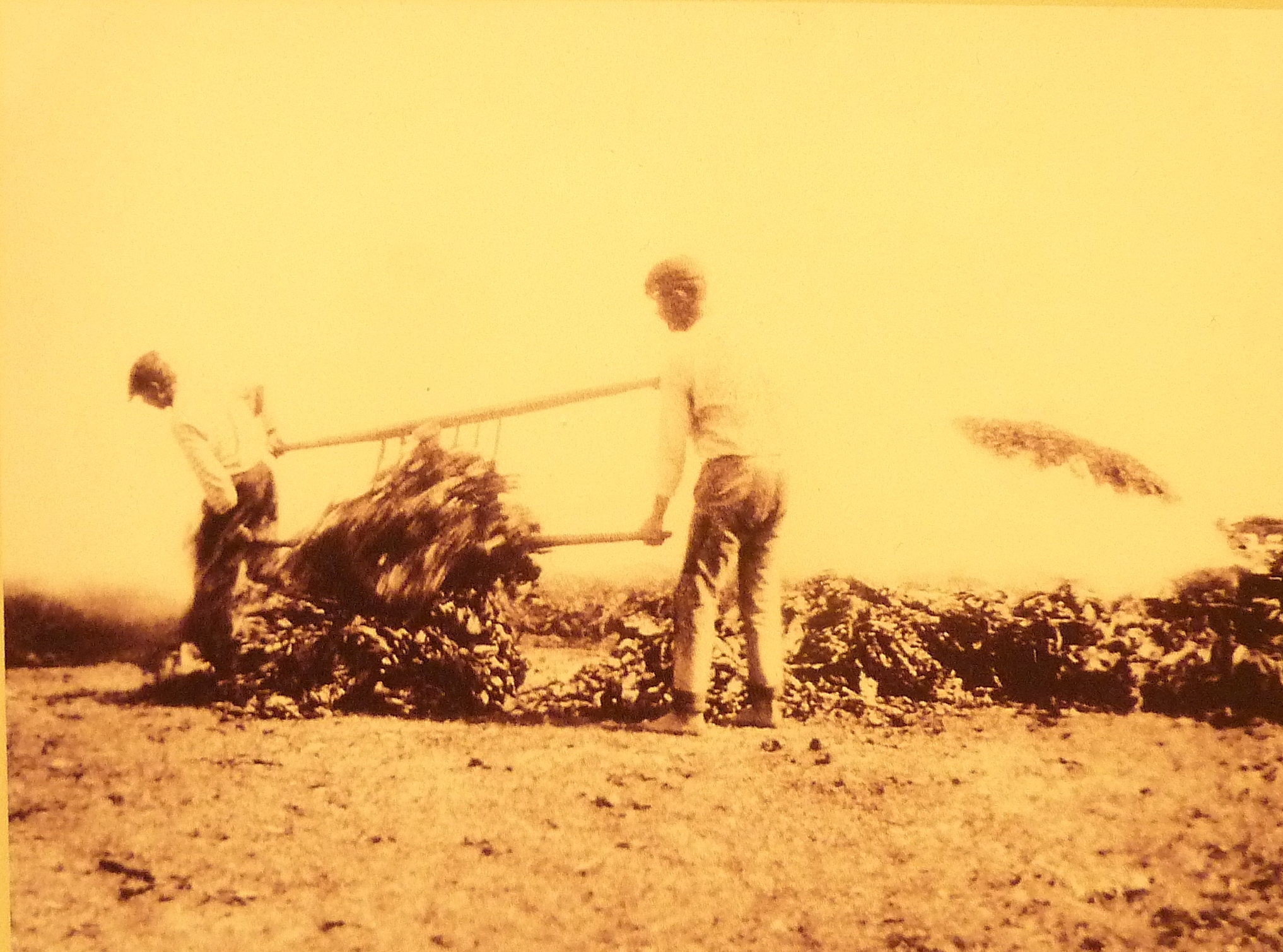
Goémoniers au travail en 1927 sur l'île aux Moutons.
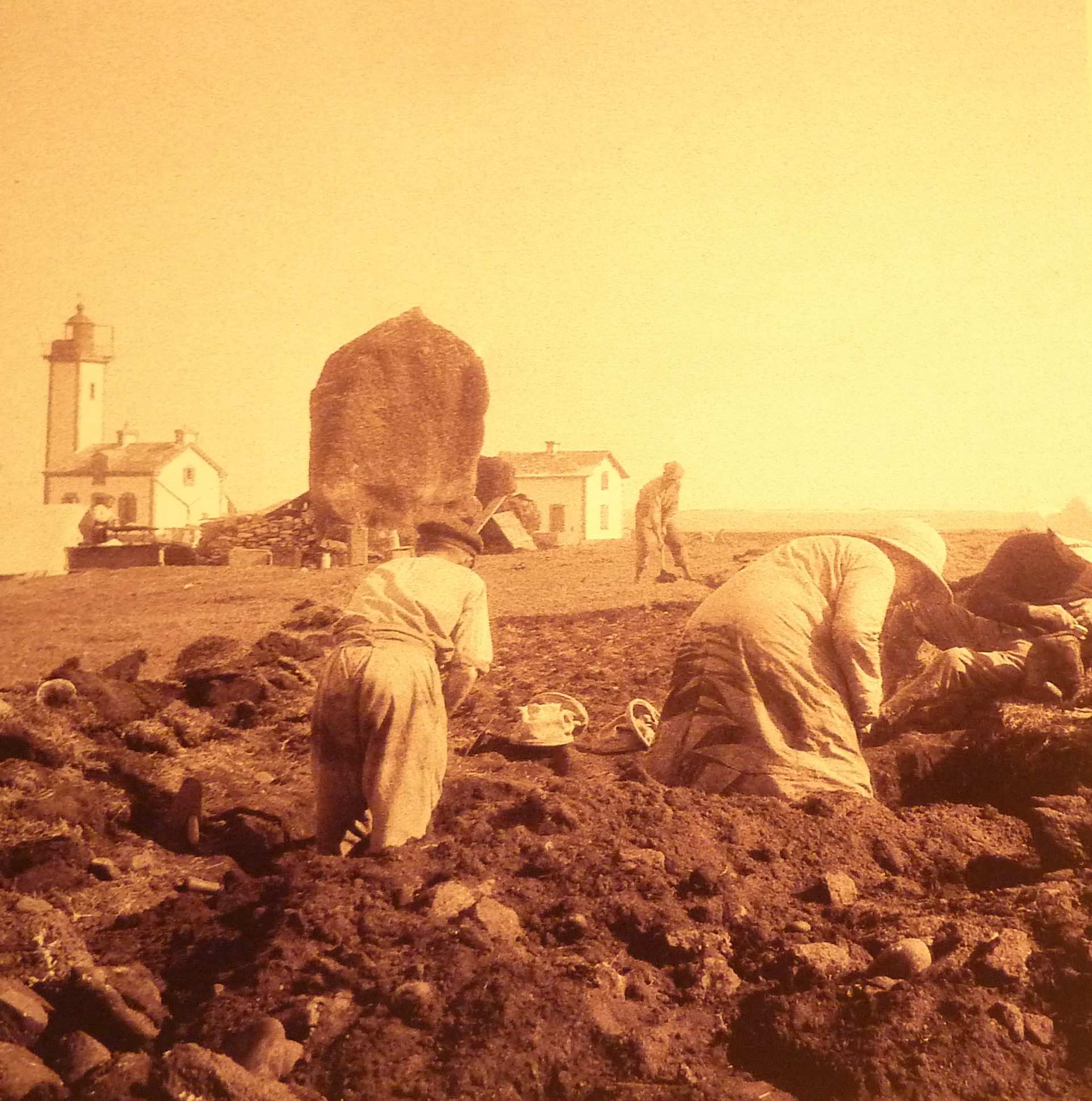
Fouille encours sur l'île aux Moutons en 1927.

Le 18 février 1940, l' Alja, un caboteur hollandais de 385 tonneaux de jauge brute, heurte une épave ou une roche à proximité de l'Île aux Moutons et coule rapidement ; l'équipage parvient à rejoindre l'Île aux Moutons où il est hébergé par le gardien du phare, Hervé Loussouarn.
En 1960 est créée la "Réserve ornithologique de l'île aux Moutons", qui sert notamment de lieu d'escale pour de nombreux oiseaux migrateurs.
Le chalutier Notre-Dame, construit en 1958, qui appartenait à l'armement Simon Charlot, de Concarneau, qui venait juste de le vendre à un armement grec, coula le 12 novembre 1973 à l'ouest de l'Île-aux-Moutons, à six milles au sud-ouest de la pointe de Beg Meil, après avoir heurté une roche ; l'équipage de cinq marins parvint à se réfugier dans son canot de sauvetage et fut récupéré par un bateau de Doëlan, l' Hirondelle des Mers.

### LeXXIesiècle
L'île est désormais une réserve ornithologique où nichent trois espèces de sternes : sterne pierregarin, sterne de Dougall et sterne caugek (plus de 3 500) couples de sternes ont niché dans l'île en 2020 selon l'association "Bretagne vivante"). Une grande zone qui sert de nichoir aux sternes est donc interdite au public.
Un arrêté préfectoral de protection de biotope en date du 23 décembre 2004 crée une zone de protection de biotope sur le domaine public maritime de l'"île aux Moutons" (Moelez) et des îlots "Enez ar Razed" et "Penneg Ern" au large du territoire de la commune de Fouesnant « afin de garantir la conservation du biotope nécessaire à l'alimentation, à la reproduction, au repos et à la survie de la sterne caugek (Sterna sandvicensis), de la sterne pierregarin (Sterna hirundo), de la sterne de Dougall (Sterna dougallii), (...) ainsi que du gravelot à collier interrompu (Charadrius alexandrinus) ».
Un arrêté préfectoral pris au début de l'année 2021 interdit désormais tout débarquement sur l'estran entre le 1er avril et le 31 août, soit durant toute la période de reproduction. Outre les oiseaux, 21 phoques gris ont été recensés en 2021 (contre 3 ou 4 vers 2016) dans les parages de l'île, ce qui témoigne de la biodiversité présente sur place.